# Музей «Тульські самовари»
Музей «Тульські самовари» — музей в Тулі, містить велику колекцію зразків самоварів XVIII—XX століть.

## Історія
Музей відкрився 7 листопада 1990 року в двоповерховому будинку, побудованому в 1910-1911 роках архітектором В. Н. Сіроткиним на Менделєєвській вулиці поблизу стін Тульського кремля. Основною для експозиції музею стали велика колекція самоварів, зібрана за багато років музейним об'єднанням «Тульський обласний історико-архітектурний і літературний музей» (філією якого став і музей самоварів), 
Експонати розташовуються в двох залах, кожен з яких розповідає про окремих етапах історії і виготовлення самоварів.

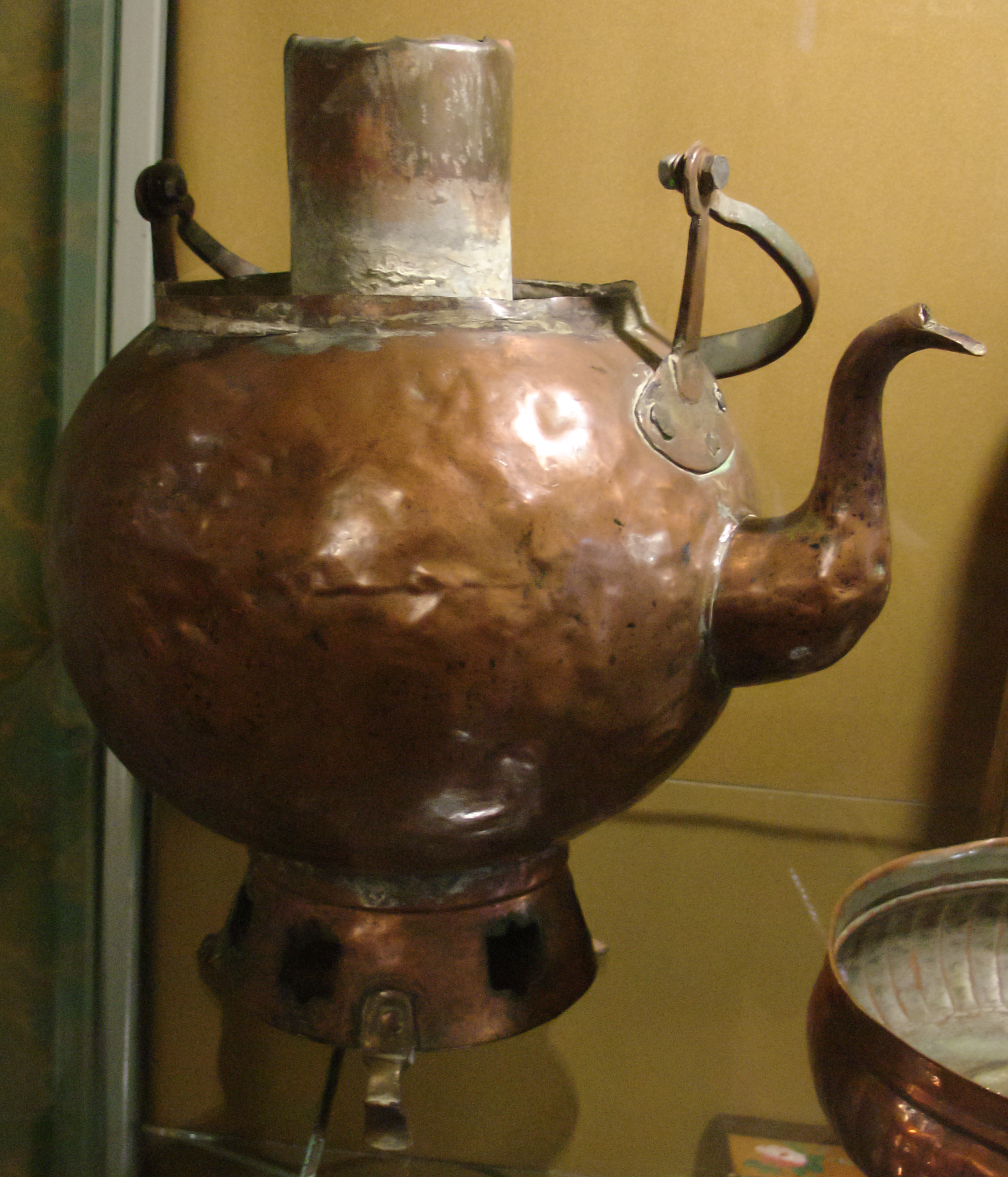
Сбитенник

У першому залі зібрані шедеври самоварної справи в Тулі XVIII—XIX століть. Там знаходиться прототип самоварів — сбитенник, а також самовари, виготовлені на першій в Тулі самоварній фабриці, заснованій братами Іваном та Назаром Лісіцінами. Також є самовари з фабрик Сомових і Малікових, які очолювали самоварну справу в Тулі на початку XIX століття. У першому залі також можна побачити медалі Всесвітніх виставок у Парижі (1889), Чикаго (1893), Лондоні (1909), з Всеросійській виставці в Москві (1882) і Нижньому Новгороді (1896), Н. И. Баташевым.
У другому залі представлені самовари другої половини XIX — початку XX століть. Там же представлені фотографії з особистих колекцій тульських самоварщиків Фоміних, Баташевих, Шемаріних, Тельє. 5 мініатюрних самоварів, які брати Баташеви в 1909 році подарували дітям Миколі II, а також фотографія самовара, подарованого самому імператорові, а також самовари радянської епохи, виготовлені для багатьох видатних комуністів, самовари заводу «Штамп». 
Так само можна зайти в найбільший декоративний самовар, в якому представлена експозиція сувенірних самоварів.